# Tajchy

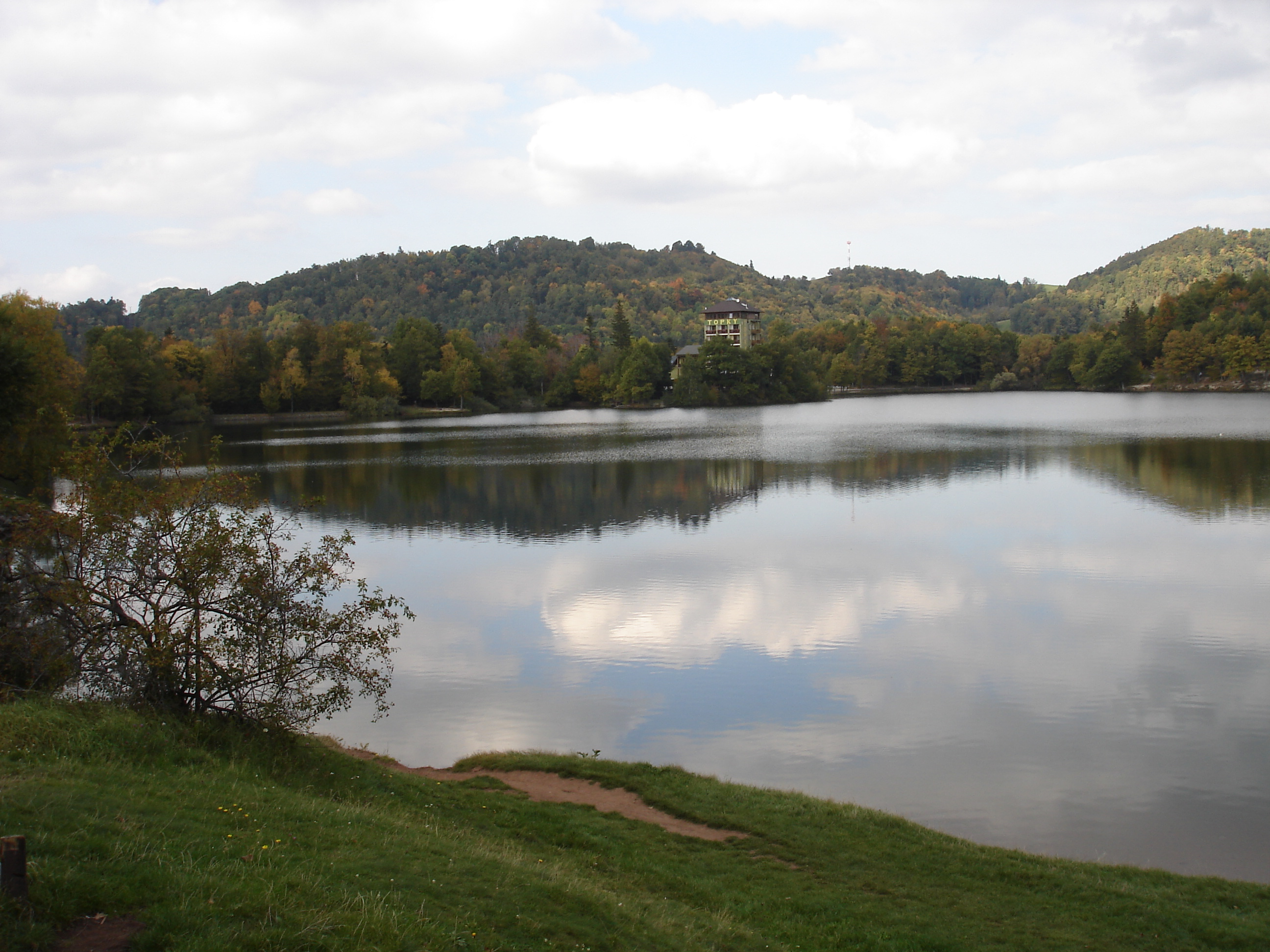
Počúvadlo, największy z zachowanych tajchów

Tajchy (z niem. Teich – staw) – zespół sztucznych zbiorników wodnych znajdujących się w Górach Szczawnickich w środkowej Słowacji. Większość z nich została zbudowana w celu zapewnienia energii i wody dla kopalń i hut srebra w Bańskiej Szczawnicy w XVIII wieku. W czasach funkcjonowania kopalń tajchy stanowiły system ok. 60 zbiorników, połączonych ze sobą za pomocą sieci kanałów (częściowo prowadzonych w tunelach) o łącznej długości ponad 100 kilometrów.
Do dziś zachowało się około 25 tajchów, które są wykorzystywane w celach rekreacyjnych, jako stawy rybne oraz jako źródło wody. Ze względu na ich historyczne znaczenie, 11 grudnia 1993 roku tajchy wraz z innymi zabytkami techniki w okolicach Bańskiej Szczawnicy zostały wpisane na listę światowego dziedzictwa UNESCO.

## Zasada działania

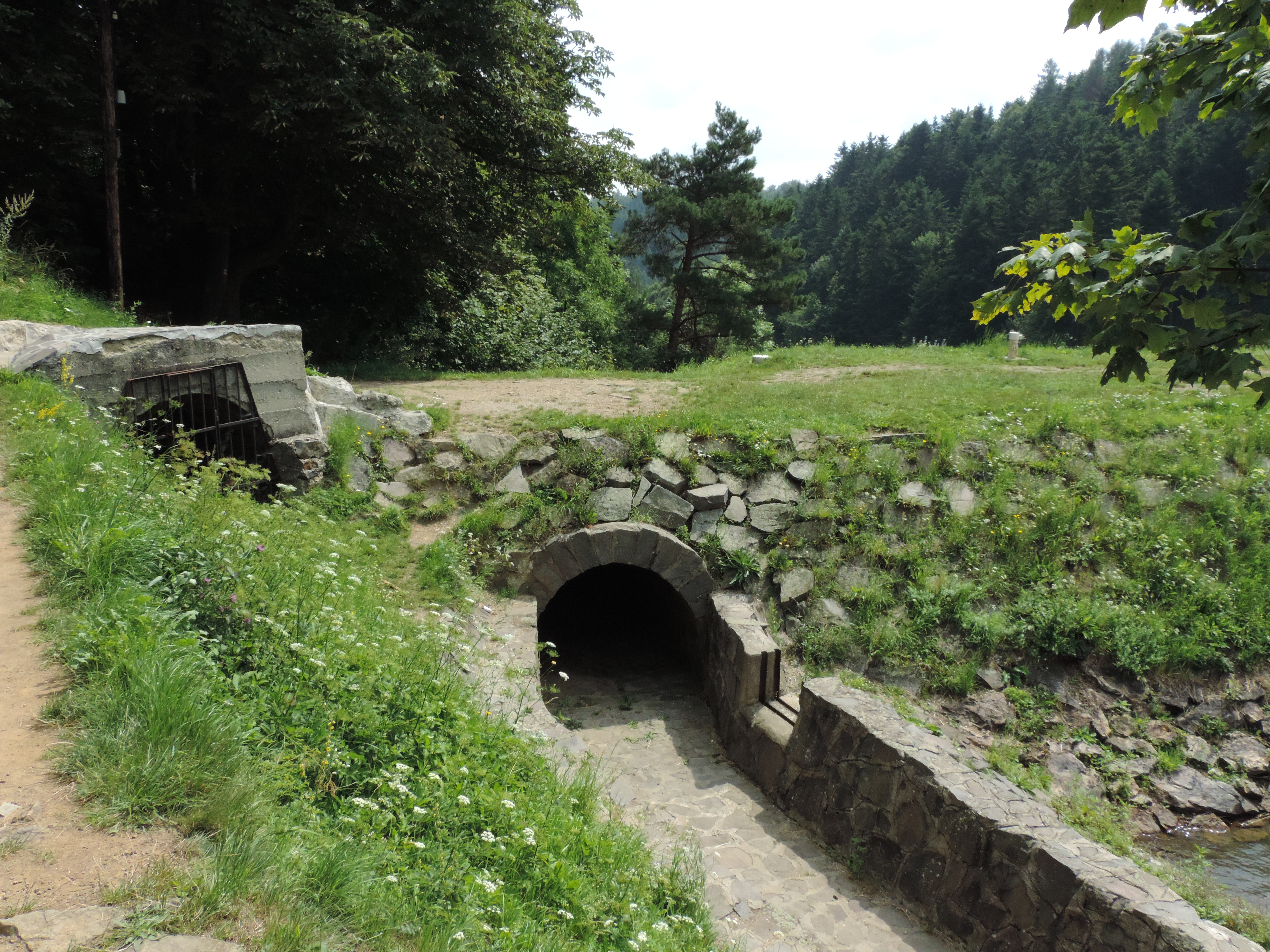
Przepust na Tajchu Klinger

W okolicach Bańskiej Szczawnicy nie ma żadnych większych cieków wodnych (najbliższa rzeka, Hron, oddalona jest o ponad 10 kilometrów), dlatego podjęto decyzję o budowie systemu wyłapującego i gromadzącego wodę opadową. System składał się z ok. 60 zbiorników o łącznej pojemności 7 milionów metrów sześciennych, do których woda była doprowadzana za pomocą kanałów o łącznej długości 72 kilometrów. Niektóre tajchy były ze sobą połączone systemem kanałów i wodnych sztolni, umożliwiających uzupełnianie poziomu wody w tych zbiornikach, z których był najintensywniejszy pobór. Ponad 40 z tych zbiorników wykorzystywanych było przez zakłady górnicze, pozostałe zaopatrywały w wodę pitną i użytkową miasto, służyły także jako stawy rybne.
Ze zbiorników woda płynęła systemem kanałów o łącznej długości 57 km do kół wodnych, które napędzały rozmaite urządzenia górnicze i hutnicze. Koła wodne napędzały przede wszystkim siedem pomp, dzięki którym możliwe było usuwanie wód podziemnych zalewających kopalnie, a także wyciągi, wydobywające urobek na powierzchnię. Poza tym poruszały stępy do rozdrabniania rudy, młoty w kuźnicach czy miechy pieców hutniczych. Koła te często usytuowane były kaskadowo, dzięki czemu wielokrotnie wykorzystywały energię tej samej wody. Sama bieżąca woda wykorzystywana była także m.in. w płuczkach rudy.
Dostatek energii pozwolił na początku XVIII w. w rejonie Bańskiej Szczawnicy na niespotykany dotąd rozwój myśli technicznej, dzięki czemu region ten stał się wiodącym ośrodkiem techniki górniczej w Europie.

## Historia

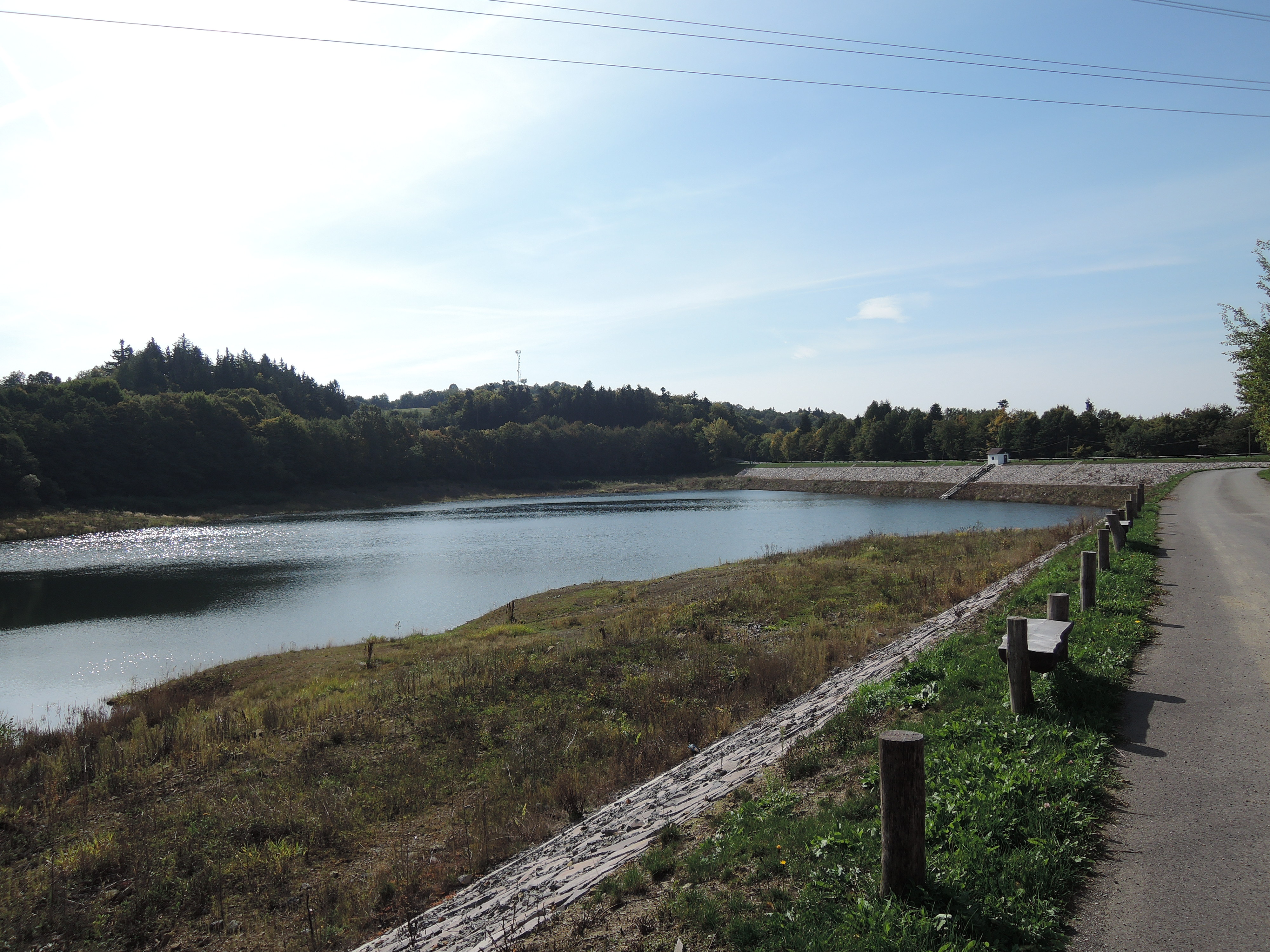
Tama na Wielkiej Richnavie

Bańska Szczawnica była ważnym średniowiecznym ośrodkiem wydobywczym, produkującym głównie srebro i złoto. Pierwsze zbiorniki wodne zostały założone przez miejscowych górników w XV wieku. Najbardziej znaczący rozwój tajchów został przyspieszony przez kryzys górnictwa w XVII wieku. Z powodu wprowadzenia do bańskiego górnictwa prochu strzelniczego w 1627, głębokość szybów kopalnianych szybko spadła poniżej poziomu tuneli melioracyjnych, w rezultacie czego kopalnie zostały zalane wodami gruntowymi. W tamtych czasach mechanizmy pompujące wodę z kopalń były zasilane siłą mięśni ludzi lub zwierząt, co było zbyt kosztowne – tylko w kopalni Hornej Bieberštôlnej wodę pompowało ponad 200 par koni. Żeby uniknąć strat, Królewska Izba Sądowa w Wiedniu podjęła decyzję o zamknięciu kopalni w Bańskiej Szczawnicy i jej okolicach. Żeby uratować przemysł górniczy w Bańskiej Szczawnicy, Józef Karol Hell, Matej Kornel Hell i Samuel Mikovíni złożyli na ręce cesarza plan budowy tajchów. Nowatorski plan został ostatecznie zatwierdzony przez Karola VI.
Pierwsze zachowane plany budowy tajchów autorstwa Jána Tobiáša Brinna pochodzą z 1736 roku, jednak budowę pierwszych z nich, tajchów Richňavskich (według projektu Samuela Mikoviniego) rozpoczęto w 1738. W ciągu dwóch lat wybudowano dwa zbiorniki o łącznej pojemności miliona metrów sześciennych. W trakcie budowy pracowało codziennie ponad 4000 osób. Po wybudowaniu tajchów Richňavskich zbudowano siedem kanałów o łącznej długości ponad 24 kilometrów, mających doprowadzać wodę z Hronu i Ipoli, a następnie wybudowano tamę na Wielkiej Richňavie. Całość ukończono w 1747 roku, a zbiorniki napełniły się w 1751. Ukończone tajchy były nie tylko w stanie wypompować wody gruntowe z kopalni, ale również dostarczyć energię dla innych gałęzi przemysłu. Ostatnim zbudowanym tajchem, zachowanym do tej pory, była ukończona w 1759 roku Červená studňa.
Odnowione kopalnie zaowocowały wielkim rozwojem gospodarczym i kulturalnym Bańskiej Szczawnicy. W 1782 roku Bańska Szczawnica (Selmecbánya) była trzecim co do wielkości miastem w Królestwie Węgier (40 000 mieszkańców z przedmieściami), po Bratysławie (Pozsony) i Debreczynie. W 1762 roku królowa Maria Teresa zarządziła utworzenie Akademii Górniczej w Bańskiej Szczawnicy, tworząc pierwszą uczelnię techniczną na świecie. Miasto zostało wybrane ze względu na odpowiedni sprzęt górniczy, hydrologiczny i metalurgiczny, oraz przede wszystkim ze względu na obecność innowacyjnych tajchów. Tajchy były również chwalone przez wizytujących je cesarzy Franciszka I, Józefa II i Leopolda II.
Jeszcze w połowie XIX wieku 7 z 13 zbiorników wód górniczych w Europie o największej objętości stanowiły tajchy. W tym samym czasie, trzy najwyższe tamy w Europie zbudowane dla przemysłu wydobywczego były w tajchach Rozgrund (30,2 m), Počúvadlo (29,6 m) i Veľká Richňava (23,4 m).
Po upływie wielu lat od wybudowania tajchy stały się integralną częścią środowiska Gór Szczawnickich. Kilka zapór zostało niedawno zrekonstruowanych. Od 1995 roku tajchy są zarządzane przez Słowackie Przedsiębiorstwo Gospodarki Wodnej, które od tamtego czasu odnowiło i zrekonstruowało wiele zbiorników, głównie z grupy tajchów piarskich.

## Zbiorniki wodne

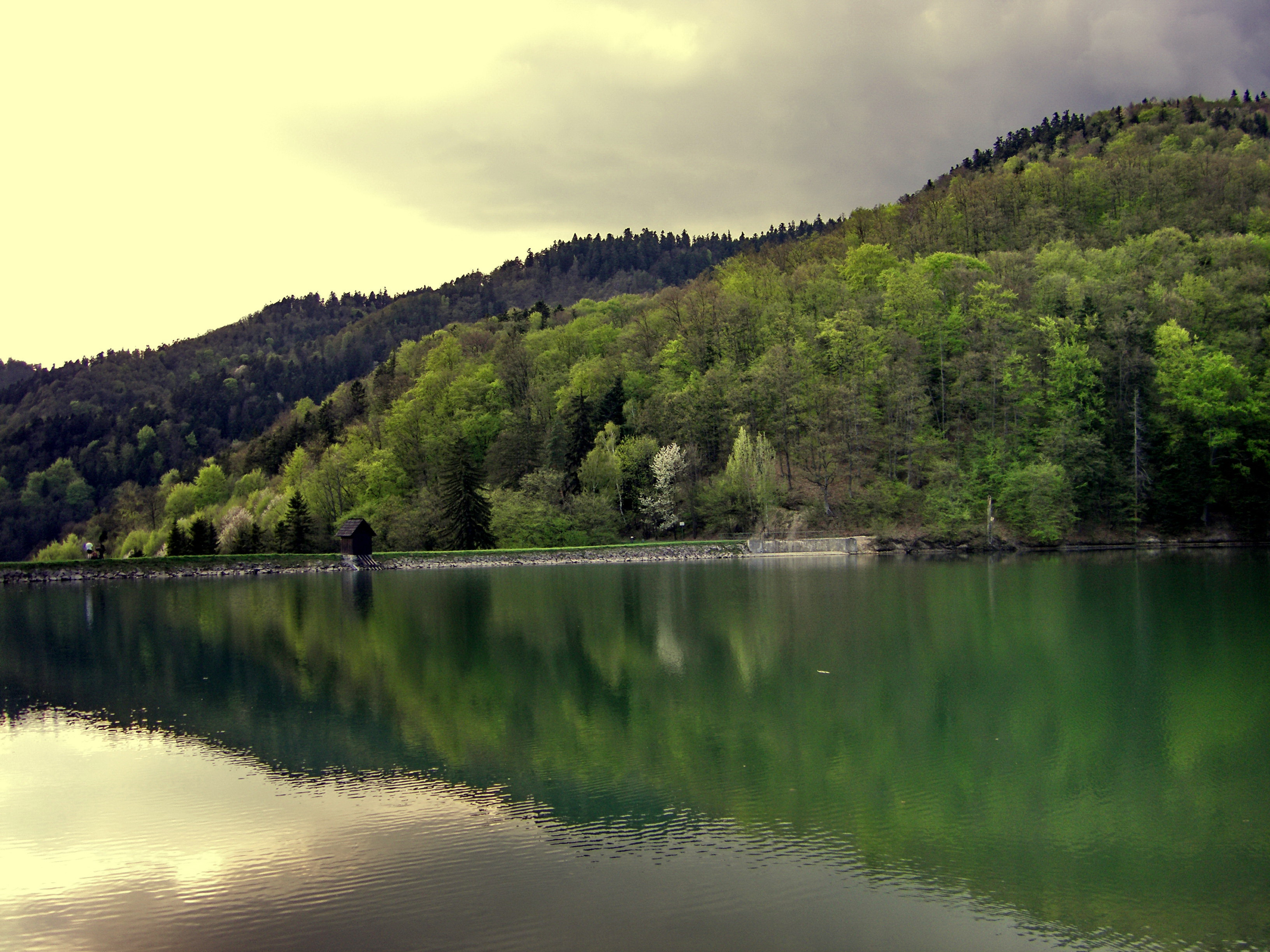
Tama na Tajchu Dolnohodrušskim

Do chwili obecnej zachowała się tylko około połowa (według różnych źródeł 23, 24 lub 26) z pierwotnej liczby tajchów. Zniszczeniu uległa również inna infrastruktura, na przykład z 30-kilometrowej sieci rowów zasilających Tajch Veľká Richňava pozostało tylko 400 metrów. Napełnienie tajchu z powrotem po jego wyschnięciu może trwać lata. Rozpoczęta w 2013 roku odbudowa tajchu Dolnohodrušskiego zakończyła się w styczniu 2021.
Największym zachowanym tajchem jest Počúvadlo o powierzchni 12,13 ha, głębokości 11 m i pojemności 745 000 m³. Główna tama zbiornika ma długość 195 m, jest szeroka na 19 m i wysoka na 30 m. Dzięki rozbudowanej infrastukturze turystycznej zbiornik Počúvadlo jest najpopularniejszym ze wszystkich tajchów.
Tajch Veľká Richňava ma zaporę o długości 569 m, wysoką na 23,4 m i szeroką na 23 m. Jest to najgłębszy (21 m) i najbardziej pojemny (960 tys. m³) spośród wszystkich tajchów. Zaopatruje w wodę pitną Štiavnické Bane, służy również do rekreacji.
Zapora na tajchu Rozgrund do drugiej połowy XX wieku była najwyższą ziemną zaporą w Czechosłowacji. Obecnie zbiornik zaopatruje Bańską Szczawnicę w wodę pitną.

### Podział tajchów

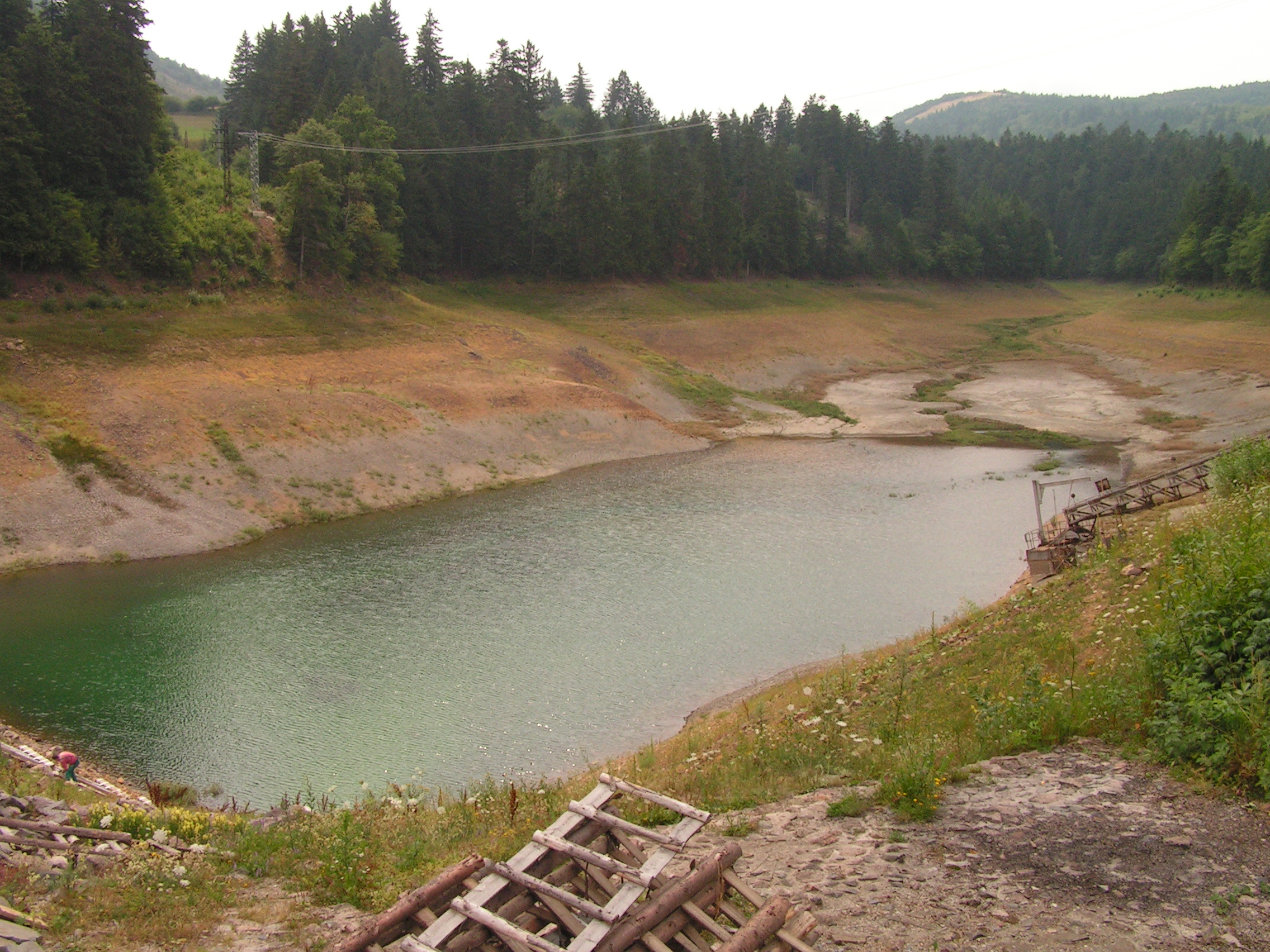
Tajch Rozgrund, wysuszony

Ze względu na ich położenie geograficzne tajchy w Górach Szczawnickich są dzielone na 6 grup:
- tajchy piargskie – największa grupa, najlepiej ze sobą połączone i z największą liczbą stawów zbiorczych (stanowią około połowy objętości wszystkich tajchów), głównie na południe i południowy zachód od Bańskiej Szczawnicy, częściowo w dorzeczu Ipoli, a częściowo w dorzeczu Hronu;
- tajchy hodrušskie – grupa trzech tajchów w dorzeczu Hronu, służyły do napędzania maszyn w Dolinie Hodrušskiej;
- tajchy vyhniańskie – najwyżej położone tajchy, napędzały maszyny w Dolinie Vyhniańskiej i pompy odprowadzające wodę ze sztolni Hoffera,
- tajchy szczawnickie – grupa małych tajchów w bezpośrednich okolicach Bańskiej Szczawnicy, służyły głównie do zaopatrywania miasta w wodę, ale także do napędu pomp odwadniających kopalnie;
- tajchy kolpašské – dwa tajchy niedaleko Banskiego Studenca na południowy wschód od Bańskiej Szczawnicy, połączone z potokiem Belá-Kozelník w dorzeczu Hronu, napędzały maszyny w Dolinie Rybníckiej;
- tajchy beliańskie – dwa tajchy w dorzeczu Hronu obsługujące młyny w Bańskiej Białej i Dolinie Kozelníckiej.

### Zachowane tajchy
Na podstawie materiałów źródłowych:

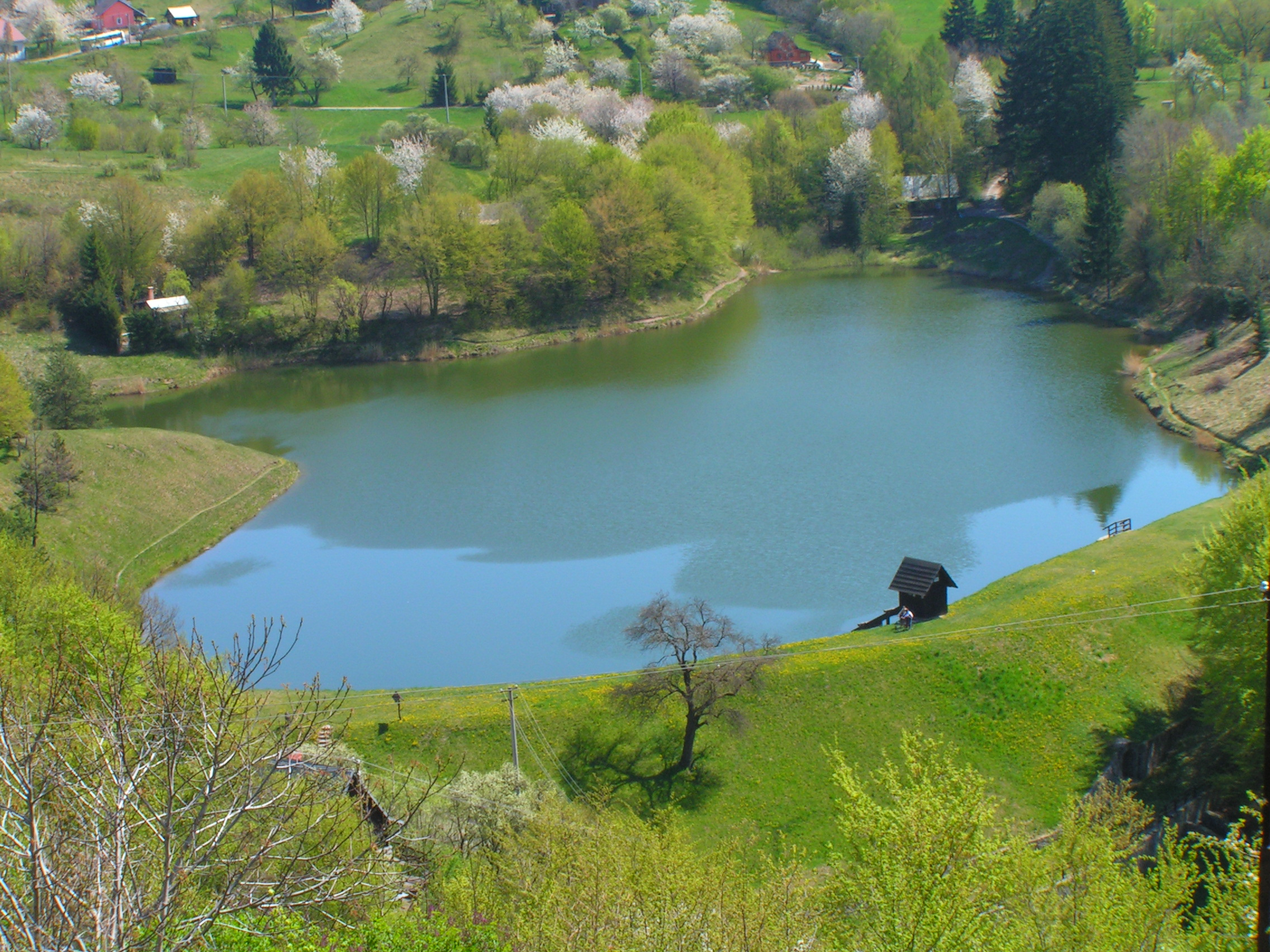
Tajch Moderštolniansky

- Tajch Bakomi w Szczawnickich Baniach, wybudowany w 1738
- Tajch Beliansky w Bańskiej Białej, wybudowany w 1747
- Tajch Červená studňa w Bańskiej Szczawnicy, wybudowany w 1759
- Tajch Evička w Szczawnickich Baniach, wybudowany w 1638
- Tajch Goldfuss w Bańskiej Białej, wybudowany w XVIII wieku
- Tajch Halčiansky w Bańskiej Białej, wybudowany w XVIII wieku
- Tajch Klinger w Bańskiej Szczawnicy, wybudowany w 1765
- Tajch Kolpašsky Mały w Bańskim Studencu, wybudowany w 1763
- Tajch Kolpašsky Duży w Bańskim Studencu, wybudowany w 1730
- Tajch Krechsengrund w Szczawnickich Baniach, wybudowany w 1735
- Tajchy Kysihyblianské w Bańskim Studencu
- Tajch Lintich (zniszczony) w Bańskiej Szczawnicy
- Tajch Michalštôlňansky w Bańskiej Szczawnicy, wybudowany w 1736
- Tajch Moderštolniansky w Kopanicy, wybudowany w XVIII wieku
- Tajch Ottergrund (Paradajské jazero) w Bańskiej Szczawnicy, wybudowany w 1759
- Tajch Počúvadlo w dzielnicy Počúvadlo, wybudowany w 1775
- Tajch Rozgrund w Bańskiej Szczawnicy, wybudowany w 1743
- Tajch Wielka Richňava w Szczawnickich Baniach, wybudowany w 1738
- Tajch Mała Richňava w Szczawnickich Baniach, wybudowany w 1738
- Tajch Štampoch w Vysokiej, wybudowany w 1770
- Tajch Wielka Vindšachta w Szczawnickich Baniach, wybudowany w latach 1712-1715
- Wielki Zbiornik Vodárenski w Bańskiej Szczawnicy, wybudowany w XVI wieku
- Mały Zbiornik Vodárenski w Bańskiej Szczawnicy, wybudowany w XVI wieku
- Górny Tajch Hodrušský w Bańskiej Hodruszy, wybudowany w 1705
- Dolny Tajch Hodrušský w Bańskiej Hodruszy, wybudowany w 1743
- Komorovskie zbiorniki wodne (górny i dolny) w Bańskiej Szczawnicy, wybudowane w 1742
- Tajch Bančiansky w Bańskiej Szczawnicy, wybudowany w XVIII wieku.